# Strašnická (metropolitana di Praga)
Strašnická è una stazione della linea A della metropolitana di Praga.

## Storia
La stazione è stata attivata l'11 luglio 1987, come parte del prolungamento della linea A tra Želivského e questa stazione, che fu il capolinea orientale della linea fino alla successiva estensione della linea, avvenuta nel 1990.

## Strutture e impianti
La stazione è sotterranea ed è dotata di 2 binari, serviti da una banchina centrale.

## Servizi
La stazione è dotata di ascensori per le persone a mobilità ridotta.
- Biglietteria
- Servizi igienici

## Interscambi
- Fermata autobus (linee 175, 188 e 154)[2]
- Fermata tram (linee 7, 19 e 26)[2]